# Fiano (winorośl)
Fiano – odmiana winorośli o jasnej skórce. Uznaje się, że pochodzi z Włoch, choć mogła zostać sprowadzona na Półwysep Apeniński przez starożytnych Greków. Uprawiana przede wszystkim w Kampanii, gdzie jest m.in. podstawowym składnikiem win oznaczonych apelacją DOCG Fiano di Avellino.

## Pochodzenie i historia

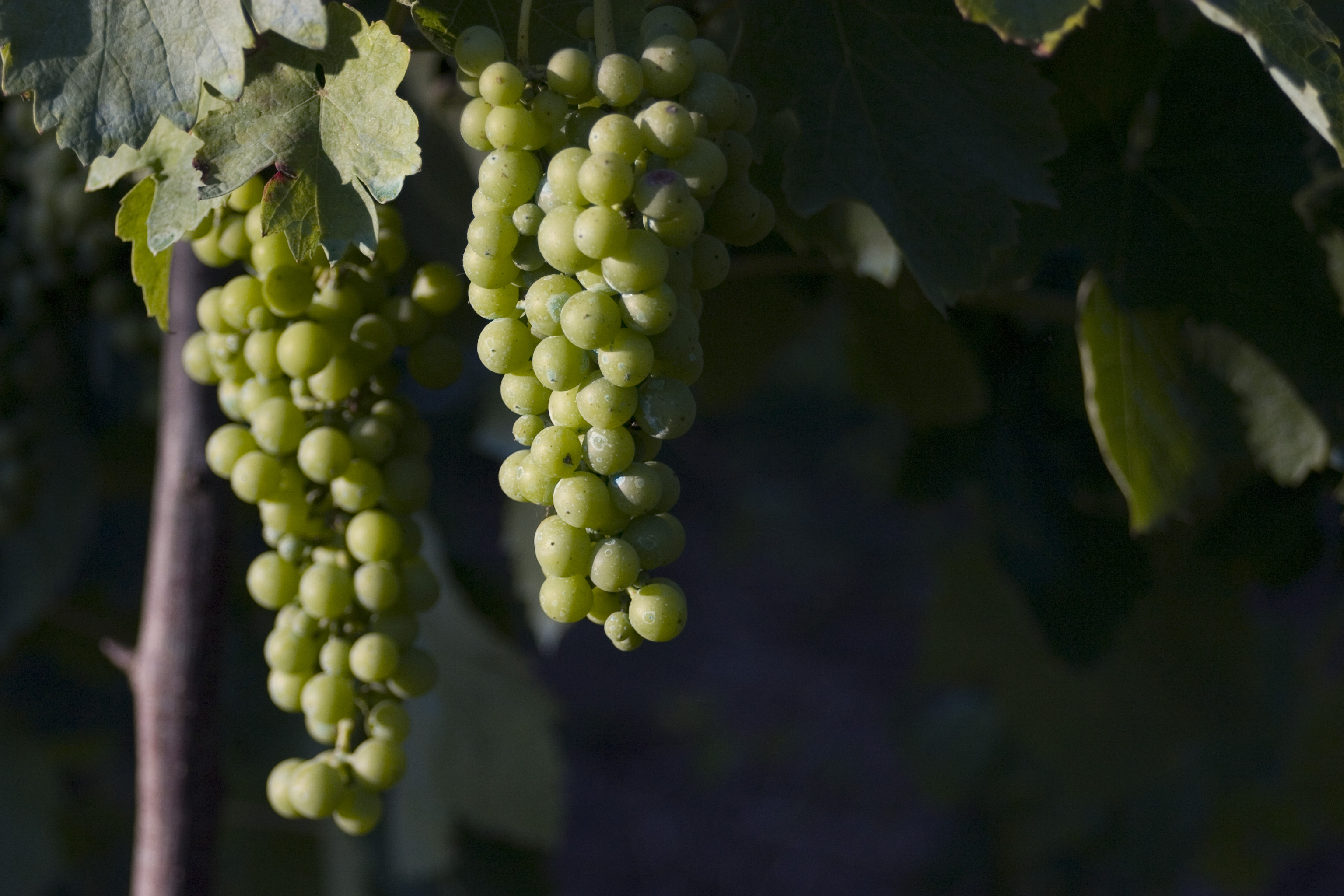
Niedojrzałe grona fiano

Fiano bywa opisywane jako odmiana archeologiczna – mogła zostać sprowadzona do Włoch przez starożytnych Greków i cieszyła się uznaniem już w starożytności. Pliniusz Starszy wspominał o vitis apiane i niektórzy autorzy utożsamiają tę winorośl z fiano. Hipoteza jest trudna do weryfikacji. Wiadomo, że wino z odmiany fiano znał już cesarz Fryderyk II Hohenstauf, inicjator budowy Castel del Monte, o czym zaświadczają rachunki z roku 1240.
Uprawy fiano zamarły po pladze filoksery w XIX wieku. Duży wkład w odtworzenie upraw wniósł Antonio Mastroberardino, który w latach 70. XX wieku w Taurasi zajął się przywracaniem tradycyjnych szczepów włoskich do uprawy towarowej.
W celu uniknięcia pomyłek z odmianą fiano aromatico (fiano di puglia) podejmuje się starania, by oficjalnie przemianować ją na minutolo.

## Charakterystyka
Odmiana dojrzewa średnio późno. Rośnie bujnie i jest wrażliwa na mączniaka rzekomego i prawdziwego.
Fiano lubi gleby pochodzenia wulkanicznego. Odmiana jest odporna na upał.

## Wina
Według Suppa i Mausa fiano jest najlepszą odmianą o jasnej skórce na południu Włoch. Wino fiano di avellino posiada certyfikat DOCG
Samo wino jest delikatne, subtelne i orzeźwiające, lecz ma wyraźne aromaty kojarzone z brzoskwiniami i orzechami, gorzkimi migdałami, a nawet popiołem. Najlepsze wina z fiano nadają się do starzenia.

### Fiano di Avellino DOCG
Wina apelacji Fiano di Avellino DOCG mogą być produkowane w 26 gminach prowincji Avellino. Są produkowane jako wytrawne, stonowane, o przyjemnym, intensywnym kwiatowym zapachu. Do 15% domieszki mogą stanowić odmiany greco, coda di volpe i trebbiano toscano.
Wina fiano dobrze komponują się z daniami morskimi: spaghetti z anchois, rybą grillowaną albo pieczoną i zupą z owoców morza.

## Rozpowszechnienie
We Włoszech w 2000 roku zarejestrowano 783 ha obsadzonych szczepem. Fiano jest popularną odmianą w Kampanii, przede wszystkim w historycznym regionie Irpinia, w okolicach miasta Avellino. Jest dominującym składnikiem wina cilento z prowincji Salerno oraz surowcem na jednoodmianowe wina w ramach apelacji Irpinia DOC i Sannio DOC. Ma status odmiany zalecanej w całej Kampanii, a także w części Basilicaty i Marche.
Fiano znalazło swoje miejsce w niektórych sycylijskich winnicach i osiągnęło tam w 2008 roku 236 ha. Niewielkie uprawy fiano prowadzi się w regionie Molise. Odmiana jest spotykana także w Apulii, jest dozwolona jako dodatek np. w winie apelacji Locorotondo DOC.
Kalifornijscy winiarze eksperymentalnie uprawiają fiano w hrabstwach Mendocino i Lake.
Kwarantanna ze względów fitosanitarnych wstrzymywała nasadzenia w Australii. W 2012 było przynajmniej 10 winogrodników, którzy uprawiali tam fiano.

## Synonimy
Używa się synonimów: apiana, apiano, fiana, fiano di avellino, fiore mendillo, foiano, latina bianca, latino, latino bianco, santa sofia. Nazwy minutola, minutolo dotyczą innej odmiany: fiano aromatico.